# Ámfissa
Ámfissa (grec moderne : Άμφισσα), ou Amphissa (grec ancien : Ἄμφισσα), est une ville située dans le dème de Delphes, dans le district régional de Phocide, dans la périphérie de Grèce-Centrale, en Grèce.
Selon le recensement de 2021, elle compte 6 334 habitants.

## Histoire
Son nom provient d’Amphissa, fille de Macarée, et petite-fille d’Éole, aimée d’Apollon ; un monument en son honneur existant dans la ville, dont les Locridiens avaient fait leur capitale, ils donnèrent son nom à leur ville .
Dans l’Antiquité, elle était donc capitale de la Locride ozolienne ou ozole (« puante »). Les Amphissiens ayant violé le territoire du temple de Delphes, les Amphictyons leur déclarèrent la guerre : Philippe II de Macédoine, qui s'était fait décerner le commandement, prit et rasa leur ville en 339. La cité fut reconstruite et dotée de 400 hoplites afin d'empêcher l'avancée des Galates de Brennos lors de la « Grande expédition ». La cité fut à nouveau détruite par les Bulgares au début du Moyen Âge.
Au XIIIe siècle elle tomba aux mains des seigneurs latins qui s'emparèrent de la Grèce lors de la Quatrième croisade et fut attribuée aux barons picards des Autremencourt. Elle était alors appelée Salona et était le siège d'une seigneurie franque, le Comté de Salona. Les Francs ont laissé un château (maintenant en ruines), construit sur les restes de l'ancienne acropole. En 1311, après la conquête du duché d'Athènes par la Compagnie catalane elle resta l'une des principales forteresses dépendant du duché.
Elle fut prise par les Ottomans en 1394, reprise par les Byzantins du despotat de Morée et cédée aux chevaliers de Rhodes en échange de Corinthe en 1403, avant d'être finalement conquise par les Turcs en 1410.
Elle joua un rôle au cours de la guerre d'indépendance grecque, accueillant plusieurs assemblées en 1821 et 1824.